# Рысево (Псковская область)
Ры́сево — деревня в Печорском районе Псковской области России. Входит в состав городского поселения «Печоры».
Расположена в центре городского поселения, в 7 км к юго-востоку от города Печоры.
До 2005 года входила в состав ныне упразднённой Печорской волости.

## Население
Численность населения деревни по оценке на 2000 год составляла 14 жителей.
| 2001 | 2002 | 2010 |
| ---- | ---- | ---- |
| 14   | ↗15  | ↘12  |